# Lijst van voetbalinterlands Chili - Verenigde Staten
Deze lijst van voetbalinterlands is een overzicht van alle officiële voetbalwedstrijden tussen de nationale teams van Chili en de Verenigde Staten. De landen speelden tot op heden elf keer tegen elkaar. De eerste ontmoeting, een groepswedstrijd bij het Wereldkampioenschap voetbal 1950, werd gespeeld in Recife (Brazilië) op 2 juli 1950. Het laatste duel, een vriendschappelijke wedstrijd, vond plaats op 26 maart 2019 in Houston.

## Wedstrijden
| №  | Plaats          | Datum            | Competitie        | Wedstrijd                | Uitslag |
| -- | --------------- | ---------------- | ----------------- | ------------------------ | ------- |
| 1  | Recife          | 2 juli 1950      | WK 1950           | Chili – Verenigde Staten | 5 – 2   |
| 2  | Stockton        | 1 juni 1988      | Vriendschappelijk | Verenigde Staten – Chili | 1 – 1   |
| 3  | San Diego       | 3 juni 1988      | Vriendschappelijk | Verenigde Staten – Chili | 1 – 3   |
| 4  | Fresno          | 4 juni 1988      | Vriendschappelijk | Verenigde Staten – Chili | 0 – 3   |
| 5  | Albuquerque     | 30 april 1994    | Vriendschappelijk | Verenigde Staten – Chili | 0 – 2   |
| 6  | Paysandú        | 8 juli 1995      | Copa América 1995 | Verenigde Staten – Chili | 2 – 1   |
| 7  | Fort Lauderdale | 21 februari 1999 | Vriendschappelijk | Verenigde Staten – Chili | 2 – 1   |
| 8  | Coquimbo        | 29 januari 2000  | Vriendschappelijk | Chili – Verenigde Staten | 1 – 2   |
| 9  | Los Angeles     | 22 januari 2011  | Vriendschappelijk | Verenigde Staten – Chili | 1 – 1   |
| 10 | Rancagua        | 28 januari 2015  | Vriendschappelijk | Chili – Verenigde Staten | 3 – 2   |
| 11 | Houston         | 26 maart 2019    | Vriendschappelijk | Verenigde Staten – Chili | 1 – 1   |

## Samenvatting
| Competitie        | Totaal gespeeld | Winst Chili | Gelijk | Winst Verenigde Staten | Doelsaldo Chili – Verenigde Staten |
| ----------------- | --------------- | ----------- | ------ | ---------------------- | ---------------------------------- |
| WK-eindronde      | 1               | 1           | 0      | 0                      | 5 − 2                              |
| Copa América      | 1               | 0           | 0      | 1                      | 1 − 2                              |
| Vriendschappelijk | 9               | 4           | 3      | 2                      | 16 − 11                            |
| Totaal            | 11              | 5           | 3      | 3                      | 22 − 15                            |

Wedstrijden bepaald door strafschoppen worden, in lijn met de FIFA, als een gelijkspel gerekend.

## Details

### Eerste ontmoeting
| WK-eindronde (Recife, Brazilië, 2 juli 1950):                                                     |       |                                        |
| Chili                                                                                             | 5 – 2 | Verenigde Staten                       |
| George Robledo 16' Atilio Cremaschi 33' Andres Prieto 54' Atilio Cremaschi 60' Fernando Riera 82' | goals | 46' Gino Pariani 49' (pen.) John Souza |

### Tweede ontmoeting
| Vriendschappelijk (Stockton, Verenigde Staten, 1 juni 1988): |       |               |
| Verenigde Staten                                             | 1 – 1 | Chili         |
| Eric Eichmann ??' (pen.)                                     | goals | ??' Ivo Basay |

### Derde ontmoeting
| Vriendschappelijk (San Diego, Verenigde Staten, 3 juni 1988): |       |                                                        |
| Verenigde Staten                                              | 1 – 3 | Chili                                                  |
| Hernan Borja 13' (pen.)                                       | goals | 58' Osvaldo Hurtado 64' Sergio Salgado 77' Óscar Rojas |

### Vierde ontmoeting
| Vriendschappelijk (Fresno, Verenigde Staten, 4 juni 1988): |       |                                                           |
| Verenigde Staten                                           | 0 – 3 | Chili                                                     |
|                                                            | goals | ??' Sergio Salgado ??' Osvaldo Hurtado ??' Sergio Salgado |

### Vijfde ontmoeting
| Vriendschappelijk (Albuquerque, Verenigde Staten, 30 april 1994):                                                                                                  |              | |
| Verenigde Staten | 0 – 2        | Chili |
| | goals        | 45' Rodrigo Barrera 89' Pedro González |
| Bora Milutinović | bondscoach   | Mirko Jozić |
| Tony Meola Fernando Clavijo Marcelo Balboa 46' Alexi Lalas Paul Caligiuri Mike Burns Thomas Dooley Janusz Michallik 46' Cobi Jones Frank Klopas 59' Hugo Perez 71' | opstellingen | Patricio Toledo Roland Fuentes Pedro Reyes Javier Margas Eduardo Vilches Miguel Ramírez Gabriel Mendoza 46' Esteban Valencia Fabián Estay 79' Patricio Yáñez Rodrigo Barrera |
| Claudio Reyna 46' Mike Sorber 46' Chris Henderson 59' Dominic Kinnear 71'                                                                                          | wissels      | 46' Mario Lepe 79' Pedro González |

### Zesde ontmoeting
| Copa América (Paysandú, Uruguay, 8 juli 1995): |              | |
| Verenigde Staten | 2 – 1        | Chili |
| Eric Wynalda 14' Eric Wynalda 20' | goals        | 63' Sebastián Rozental |
| Steve Sampson | bondscoach   | Xabier Azkargorta |
| Kasey Keller Marcelo Balboa Mike Burns Alexi Lalas Paul Caligiuri Earnest Stewart Mike Sorber 77' Thomas Dooley John Harkes Eric Wynalda 46' Claudio Reyna 46' | opstellingen | Marcelo Ramírez Eduardo Vilches Gabriel Mendoza Javier Margas Miguel Ramírez Fabián Guevara Nelson Parraguez 77' Esteban Valencia 46' Fabián Estay Ivo Basay 46' Marcelo Salas |
| Joe-Max Moore 46' Tab Ramos 46' Cobi Jones 77' | wissels      | 46' José Luis Sierra 46' Sebastián Rozental 77' Rodrigo Barrera |
| Earnest Stewart ??' | gele kaarten | ??' Fabián Guevara ??' Nelson Parraguez ??' Sebastián Rozental |
| | rode kaarten | 55' Javier Margas |
| - Honderdste interland van verdediger Marcelo Balboa voor de Verenigde Staten.                                                                                 |              | |

### Zevende ontmoeting
| Vriendschappelijk (Fort Lauderdale, Verenigde Staten, 21 februari 1999):                                                                                        |              | |
| Verenigde Staten | 2 – 1        | Chili |
| Ben Olsen 58' Eddie Lewis 65' | goals        | 64' Roberto Cartés |
| Bruce Arena | bondscoach   | Nelson Acosta |
| Zach Thornton 46' Thomas Dooley C.J. Brown Carlos Llamosa Eddie Lewis Chris Armas Richie Williams 86' Ben Olsen Chad Deering 66' Brian McBride Roy Lassiter 46' | opstellingen | Marcelo Ramírez Pablo Contreras 80' Francisco Rojas Miguel Ramírez Luis Mena 70' Cristián Uribe Clarence Acuña David Pizarro Roberto Cartes Manuel Neira 66' Reinaldo Navia |
| Tom Presthus 46' Ante Razov 46' Clint Mathis 66' Leo Cullen 86'                                                                                                 | wissels      | 66' Rodolfo Moya 70' Patricio Neira 80' Mauricio Aros |
| Eddie Lewis 12' Brian McBride 18' Richie Williams 32' Chris Armas 64'                                                                                           | gele kaarten | 21' Luis Mena 25' Reinaldo Navia |

### Achtste ontmoeting
| Vriendschappelijk (Coquimbo, Chili, 29 januari 2000): |              | |
| Chili | 1 – 2        | Verenigde Staten |
| Jaime Riveros 57' | goals        | 55' Eddie Lewis 88' Cobi Jones |
| Nelson Acosta | bondscoach   | Bruce Arena |
| Marcelo Ramírez Raúl Palacios Miguel Ramírez 46' Mauricio Aros Cristián Flores Marco Villaseca Clarence Acuña Esteban Valencia 37' Jaime Riveros 46' Mario Núñez 66' Sebastián Rozental 85' | opstellingen | Tony Meola Greg Vanney Eddie Pope C.J. Brown Eddie Lewis 46' Chris Armas Richie Williams 70' Ben Olsen 78' Jovan Kirovski 56' Eric Wynalda Ante Razov |
| Joel Reyes 37' José Luis Sierra 46' Alex von Schwedler 46' Pedro González 66' Ricardo Queraltó 85'                                                                                          | wissels      | 46' John Harkes 56' Roy Lassiter 70' Cobi Jones 78' Chad Deering                                                                                      |
| Raúl Palacios 43' Joel Reyes 50' | gele kaarten | 12' Chris Armas 41' Ben Olsen 77' Eddie Lewis |

### Negende ontmoeting
| Vriendschappelijk (Los Angeles, Verenigde Staten, 22 januari 2011): |              | |
| Verenigde Staten | 1 – 1        | Chili |
| Teal Bunbury 74' (pen.) | goals        | 52' Esteban Paredes |
| Bob Bradley | bondscoach   | Marcelo Bielsa |
| Nick Rimando 46' Tim Ream Jeff Larentowicz Omar Gonzalez 46' Sean Franklin Brek Shea 59' Dax McCarty Zach Loyd 71' Mikkel Diskerud Alejandro Bedoya 82' Chris Wondolowski 59' | opstellingen | Paulo Garcés Sebastián Toro Paulo Magalhaes Juan Abarca Eugenio Mena Fernando Meneses 46' Luis Figueroa Francisco Silva Edson Puch 70' Daúd Gazale Esteban Paredes |
| Sean Johnson 46' Marvell Wynne 46' Teal Bunbury 59' Juan Agudelo 59' Anthony Wallace 71' Eric Alexander 82'                                                                   | wissels      | 46' Felipe Seymour 60' Lucas Domínguez |
| Zach Loyd 23' | gele kaarten | 17' Francisco Silva 81' Sebastián Toro |

### Tiende ontmoeting
| Vriendschappelijk (Rancagua, Chili, 28 januari 2015): |              | |
| Chili | 3 – 2        | Verenigde Staten |
| Roberto Gutiérrez 10' Mark González 66' Mark González 75' | goals        | 6' Brek Shea 31' Jozy Altidore |
| Jorge Sampaoli | bondscoach   | Jürgen Klinsmann |
| Johnny Herrera José Rojas Erick Pulgar Osvaldo González Juan Cornejo Bryan Carrasco Diego Valdés 59' Marco Medel 79' Mark González 90' Gonzalo Espinoza 72' Roberto Gutiérrez 90' | opstellingen | Nick Rimando DeAndre Yedlin Steve Birnbaum Matt Besler Brek Shea Jermaine Jones 60' Mikkel Diskerud 68' Clint Dempsey Michael Bradley 46' Bobby Wood 75' Jozy Altidore |
| Paulo Díaz 79' Juan Delgado 59' Angelo Sagal 90' Andrés Vílches 90' Gonzalo Fierro 72' Paulo Garcés Sebastián Vegas César Valenzuela                                              | wissels      | 46' Lee Nguyen 60' Wil Trapp 68' Gyasi Zardes 75' Chris Wondolowski Sean Johnson Shane O'Neill Matt Hedges Miguel Ibarra Perry Kitchen                                 |
| José Rojas 43' | gele kaarten | 36' Michael Bradley 45+2' Bobby Wood 50' Lee Nguyen 53' Jermaine Jones 75' Matt Besler 88' Brek Shea                                                                   |
| - Debuut van Erick Pulgar (Universidad Católica) en Juan Cornejo (Audax Italiano) voor Chili.                                                                                     |              | |